# Impossible Mission
Ne doit pas être confondu avec Mission impossible (film).
Cet article possède un paronyme, voir Mission impossible.
Impossible Mission est un jeu vidéo de plate-forme conçu par Dennis Caswell, développé et édité par Epyx en 1984 sur Commodore 64. Il fut adapté sur Apple II, Amstrad CPC, Atari 7800, Master System et ZX Spectrum. En 2007, une nouvelle version du jeu est sortie sur  Nintendo DS, PlayStation 2 et PlayStation Portable. Une version Wii est également attendue.
Le jeu possède deux suites, Impossible Mission 2 et Impossible Mission 2025.

## Trame
Le joueur incarne un agent secret chargé de stopper le professeur Elvin Atombender suspecté de pirater les ordinateurs de la sécurité nationale. Il doit alors pénétrer la forteresse du professeur afin d'y trouver le mot de passe qui permet d'accéder à la salle où se terre Atombender ; ceci, en évitant les différents robots de sécurité, et en un temps limité.

## Système de jeu
Impossible Mission est un jeu de plate-forme standard, le joueur se déplace de tableaux en tableaux (pas de défilement) à la recherche des différentes parties qui composent le mot de passe permettant d'accéder à la salle du professeur ; il doit éviter les deux types de robots qui parcourent la forteresse et accéder aux ordinateurs ou autres éléments susceptible, de cacher une partie du mot de passe, de pouvoir déplacer des plates-formes ou encore, de neutraliser certain robots.
À chaque nouvelle partie, la position des robots est modifiée, permettant ainsi au joueur de recommencer le jeu sans être confronté aux même problèmes et situations.